# اولگا اولکرس
اولگا اولکرس (آلمانی: Olga Oelkers; ۲۱ مهٔ ۱۸۸۷ – ۱۰ ژانویهٔ ۱۹۶۹) شمشیرباز اهل آلمان بود.
وی در مسابقات کشوری و بین‌المللی در مجموع برندهٔ ۱ مدال برنز شده‌است.